# آنونا کورنیفولیا
آنونا کورنیفولیا (نام علمی: Annona cornifolia) نام یک گونه از تیره آنوناسه است.